# DVB-SH
| Lista de Estándares DVB |
| Familia DVB (Europa) |
| --- |
| |
| DVB-S (Satélite) - DVB-S2 DVB-T (Terrestre) - DVB-T2 DVB-C (Cable) - DVB-C2 DVB-H (Dispositivos Móviles) - DVB-SH (Terrestre/Satélite) |
| |
| Familia ATSC (EUA) |
| |
| ATSC (Terrestre/Cable) ATSC-M/H ( Dispositivos Móviles)                                                                                |
| |
| Familia ISDB (Japón/Brasil) |
| |
| ISDB-S (Satélite) ISDB-T (Terrestre) - One_Seg (Dispositivos Móviles) ISDB-C (Cable) SBTVD/ISDB-Tb (Brasil)                            |
| |
| Estándares DVB China |
| |
| DMB-T/H (Terrestre/Móvil) ADTB-T (Terrestre) CMMB (Dispositivos Móviles) DMB-T (Terrestre)                                             |
| |
| Familia DMB (Corea) |
| |
| T-DMB (Terrestre) S-DMB (Satélite) |
| |
| MediaFLO |
| |
| Codecs |
| Video - MPEG-2 - H.264/MPEG-4AVC Audio - MP3 - AC-3 - AAC - HE-AAC                                                                     |
| |
| Bandas de Frecuencia |
| |
| VHF |
| UHF |
| SHF |

DVB-SH (Digital Video Broadcasting - Satellite services to Handhelds) es un estándar híbrido (satélite/terrestre) derivado de DVB-H y ETSI SDR (Radio Digital por Satélite) de TV móvil. Una arquitectura similar se está utilizando ya en S-DMB, XM Satellite Radio, Sirius Satellite Radio y MobaHo! si bien DVB-SH promete un mayor alcance. El sistema híbrido considera incorporar un satélite geoestacionario de alta potencia para la cobertura en exteriores, integrado con una red terrestre del repetidores para una cobertura indoor en áreas urbanas. 
DVB-SH utiliza la Banda S, adyacente a la banda empleada por UMTS, lo que posibilita a los operadores móviles de UMTS, un despliegue de red más eficiente al reutilizar emplazamientos y antenas de la red UMTS existente para albergar repetidores de DVB-SH.

## Introducción
En los últimos años se ha revelado que hay un gran interés por parte de los consumidores en los servicios de televisión para dispositivos móviles. El estándar de TDT para dispositivos móviles es conocido como el DVB-H. Este fue diseñado para trabajar en la banda UHF (entre 470 y 862 MHz) y proporciona tasas de transferencia del orden de 5 a 10 Mbps. Mantiene la capa física del DVB-T y añade nuevos elementos en la capa de enlace. De este modo, hace posible la reutilización de la infraestructura de la red (transmisores, multiplexores, etc.). Además, se añaden diferentes técnicas para mejorar el consumo de potencia de los dispositivos y la robustez del sistema. Aunque el DVB-H supone un avance muy significativo, presenta el problema de que se dispone de pocas frecuencias de este tipo a nivel europeo. Otro problema que presenta es que se necesita desplegar una gran cantidad de infraestructura de red necesaria para proporcionar niveles aceptables de cobertura, sobre todo en aquellos lugares donde no hay población. Bajo este contexto, la evolución del estándar DVB-H, llamado DVB-SH, está generando gran interés por crear un mercado europeo de servicios de TV móvil. Las dos principales características son: 
- Una arquitectura terrestre / satélite: permite aumentar la cobertura del servicio.
- Transmisión en banda S: disponibles a nivel europeo.

## Descripción del estándar

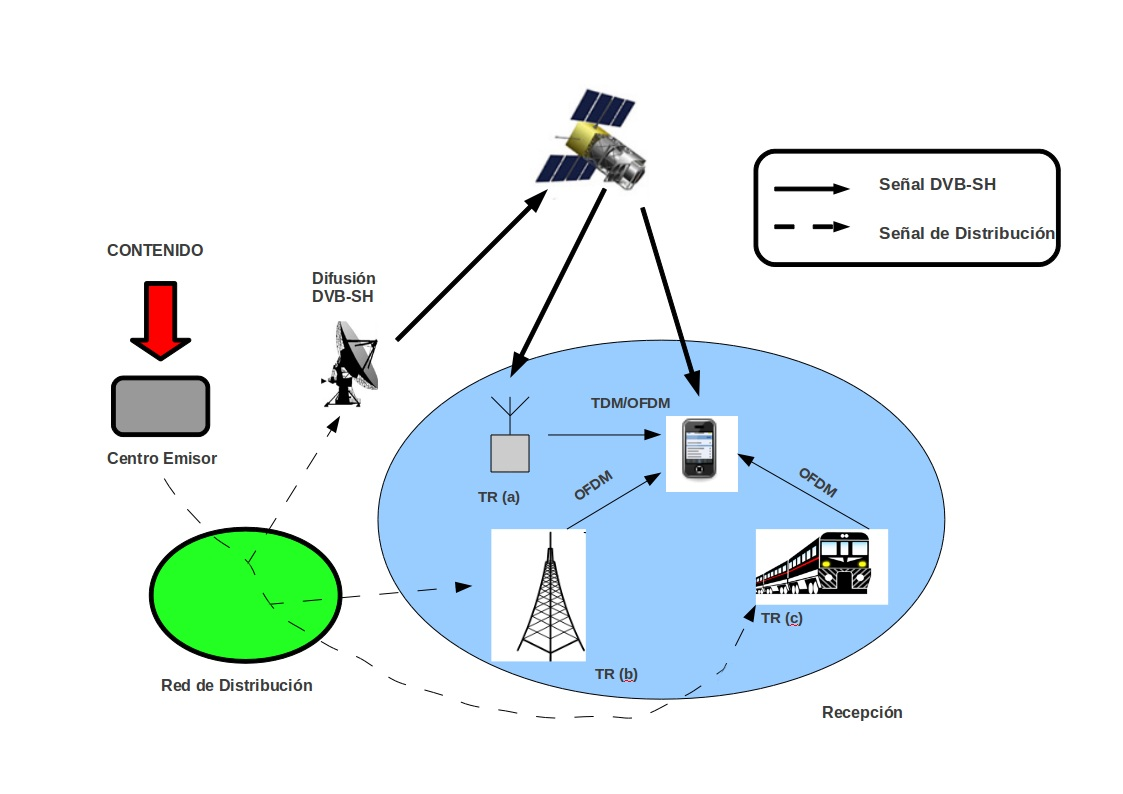
Tr(a): Repetidores particulares (Gap-Fillers), Tr(b): Repetidores fijos Red Terrestre Complementaria, Tr(c): Repetidores móviles Red Terrestre Complementaria

### Tipo de Arquitectura
La presencia de dos capas físicas (la terrestre y la satélite), aumenta las posibilidades de configuración del sistema. Según la modulación de las señales transmitidas se nos presenta dos arquitecturas diferentes: SH-A y SH-B.

#### Arquitectura SH-A
Tanto la componente terrestre como la componente del satélite utilizan modulación COFDM (Coded Ortogonal Frequency Division Modulation). Este tipo de modulación soluciona el problema del multicamino (multipath) en el que un mismo símbolo es recibido varias veces con un pequeño retraso debido a rebotes. Este tipo de modulación en los dos emisores, posibilita la creación de Redes de Frecuencia Única (SFN). De esta manera se eleva la eficiencia espectral, pero por el contrario, se impone que la señal transmitida por la componente terrestre sea idéntica a la transmitida por la componente del satélite. Por este motivo se permite la posibilidad de implementar Redes de Frecuencia Múltiple (MFN), en las que la componente terrestre y la satélite transmiten en canales diferentes pero con la misma modulación.

#### Arquitectura SH-B
En este caso la componente terrestre sigue utilizando COFDM, pero la componente del satélite utiliza TDM (Time Division Multiplexing). Aquí es necesario que las dos componentes transmitan en diferente frecuencia para que no interfieran entre ellas. Esto provoca que no se puedan crear redes SFN, pero por otro lado, mejora el rendimiento de la transmisión del satélite ya que el TDM funciona mejor para este tipo de transmisiones.

### Tabla comparativa de características técnicas
| Características      | DVB-T                     | DVB-S          | DVB-H | DVB-SH                                        |
| -------------------- | ------------------------- | -------------- | ----- | --------------------------------------------- |
| Modulación           | OFDM (QPSK, 16QAM, 64QAM) | TDM (QPSK)     | TDM   | OFDM (QPSK, 16QAM) / TDM (QPSK, 8PSK, 16APSK) |
| Modo                 | 2k, 4k, 8k                | Portador único | 4k    | 1k, 2k, 4k, 8k                                |
| Número de portadores | 2048, 4096, 8192          | -              | 4096  | 1024, 2048, 4096, 8192                        |
| Ancho de banda       | 5, 6, 7, 8 MHz            | 27 - 36 MHz    | -     | 1.7, 5, 6, 7, 8 MHz                           |